# Rescat a l'Afganistan
Rescat a l'Afganistan (títol original en anglès, Sniper Special Ops) és una pel·lícula de drama d'acció bèl·lica estatunidenca del 2016 escrita i dirigida per Fred Olen Ray i protagonitzada per Steven Seagal, que també exerceix de productor executiu de la pel·lícula. S'ha doblat i subtitulat al català.